# Municipio de Russia
El municipio de Russia (en inglés: Russia Township) es un municipio ubicado en el condado de Polk en el estado estadounidense de Minnesota. En el año 2010 tenía una población de 27 habitantes y una densidad poblacional de 0,29 personas por km².

## Geografía
El municipio de Russia se encuentra ubicado en las coordenadas 47°37′47″N 96°30′54″O / 47.62972, -96.51500. Según la Oficina del Censo de los Estados Unidos, el municipio tiene una superficie total de 93.4 km², de la cual 93,4 km² corresponden a tierra firme y (0 %) 0 km² es agua.

## Demografía
Según el censo de 2010, había 27 personas residiendo en el municipio de Russia. La densidad de población era de 0,29 hab./km². De los 27 habitantes, el municipio de Russia estaba compuesto por el 100 % blancos. Del total de la población el 7,41 % eran hispanos o latinos de cualquier raza.